# Mucropetraliella capricornensis
Mucropetraliella capricornensis är en mossdjursart som beskrevs av Tilbrook, Hayward och Gordon 200. Mucropetraliella capricornensis ingår i släktet Mucropetraliella och familjen Petraliellidae. Inga underarter finns listade i Catalogue of Life.